# Sebastian Miller
Sebastian Miller (ur. 24 lipca 1976) – polski lekkoatleta, średniodystansowiec.
Miller był dwukrotnym złotym medalistą Halowych Mistrzostw Polski w biegu na 800 metrów (1998 & 1999). Pierwszy tytuł zdobył reprezentując barwy AZS AWF Wrocław, drugi - jako zawodnik Lechii Gdańsk. Trzykrotnie zdobywał brązowe medale mistrzostw Polski na otwartym stadionie. Kilkukrotnie reprezentował Polskę na międzynarodowych imprezach, jednak nie osiągnął znaczących sukcesów, m.in. odpadł w eliminacjach na 1500 metrów podczas młodzieżowych mistrzostw Europy (Turku 1997).
Jego trenerem był m.in. Edward Listos

## Rekordy życiowe
- bieg na 800 m – 1:47,05 (2000)
- bieg na 800 m (hala) – 1:49,08 (2001)